# ウィリアム・ダウェル
サー・ウィリアム・モンタギュー・ダウェル（英語：Sir William Montagu Dowell, GCB)は、イギリス海軍の将校。デヴォンポート司令官を務めた。

## 軍歴
1839年にイギリス海軍に入隊。クリミア戦争（1853年 - 1586年）では黒海方面に従軍。その後、1857年にホーネット艦長就任以来、バロッサ艦長、ユーライアス艦長、トパーズ艦長、リアンダー艦長を歴任し、バロッサ艦長時代の1863年には下関戦争の砲撃に加わった。1867年に西アフリカ艦隊喜望峰艦隊司令官。1871年にハーキュリーズ艦長。1877年に海峡艦隊副司令官、1878年にアイルランド艦隊先任将校、1882年海峡艦隊司令官、1884年に中国艦隊司令官、1888年にデヴォンポート司令官を歴任した。1890年に退役し、プリマスの王立女性孤児院の院長を務めた。

## 家族
1855年にキャロライン・ジョンナ・パイクと結婚した。